# Michael Rummenigge
Michael Rummenigge (Lippstadt, 1964. február 3. –) német válogatott labdarúgó.

## Nemzeti válogatott
A nyugat-német válogatottban 2 mérkőzést játszott.

## Statisztika
| Német válogatott | Német válogatott | Német válogatott |
| Időszak          | Mérk.            | gól              |
| ---------------- | ---------------- | ---------------- |
| 1983             | 1                | 0                |
| 1984             | 0                | 0                |
| 1985             | 0                | 0                |
| 1986             | 1                | 0                |
| Összesen         | 2                | 0                |